# نشست ۲۰۱۸ کره شمالی و ایالات متحده

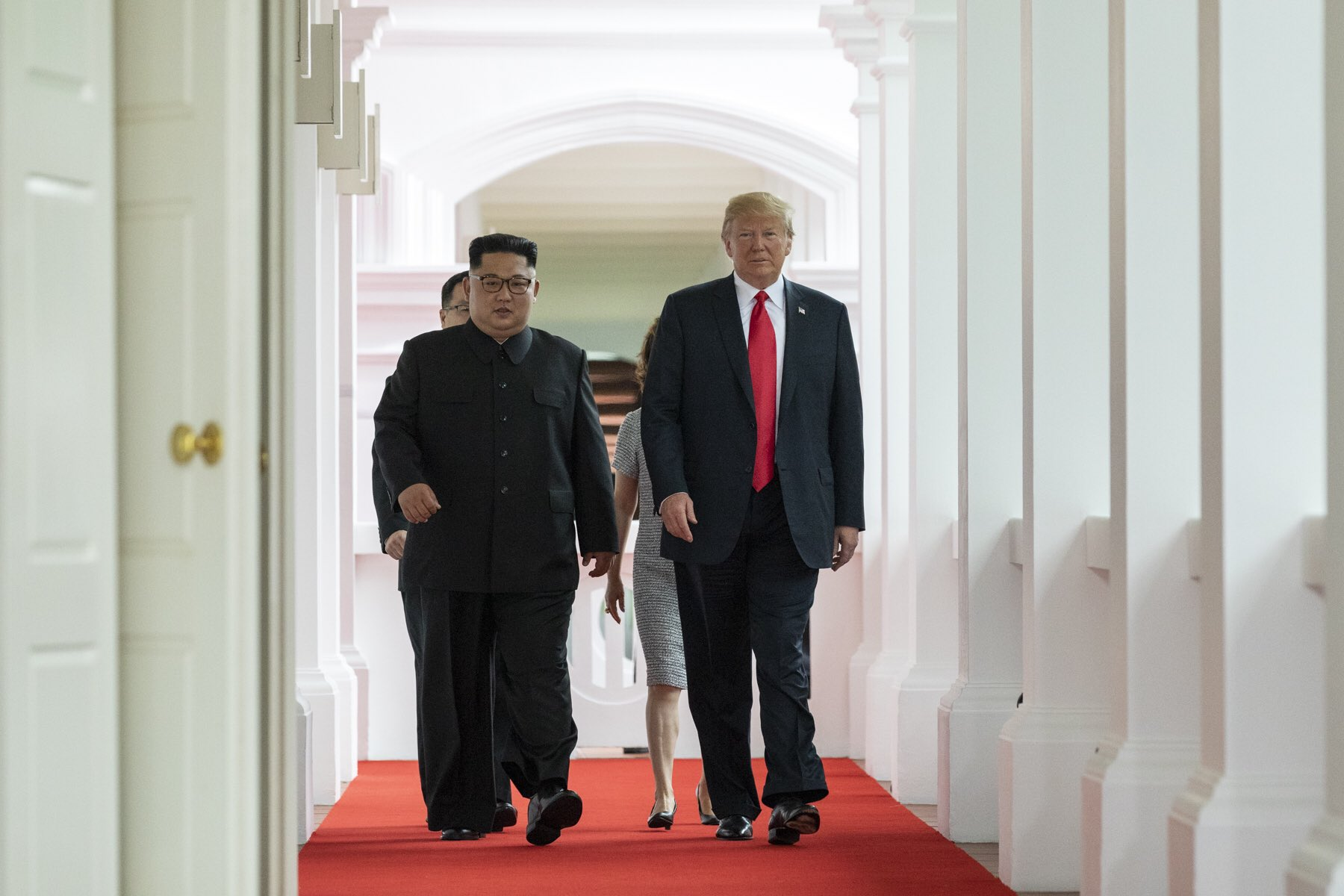
کیم و ترامپ به اتاق نشیمن برای جلسهٔ دو نفره می‌روند

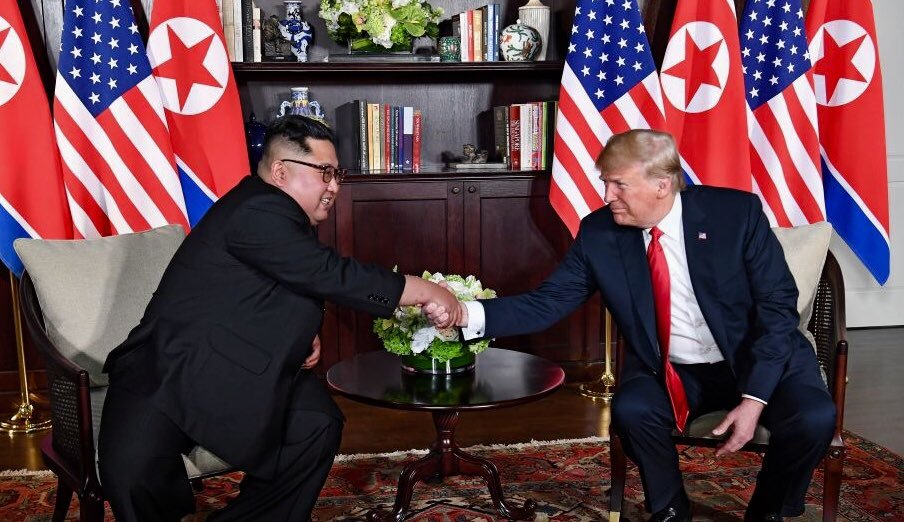
کیم و ترامپ قبل از شروع جلسهٔ دو نفره

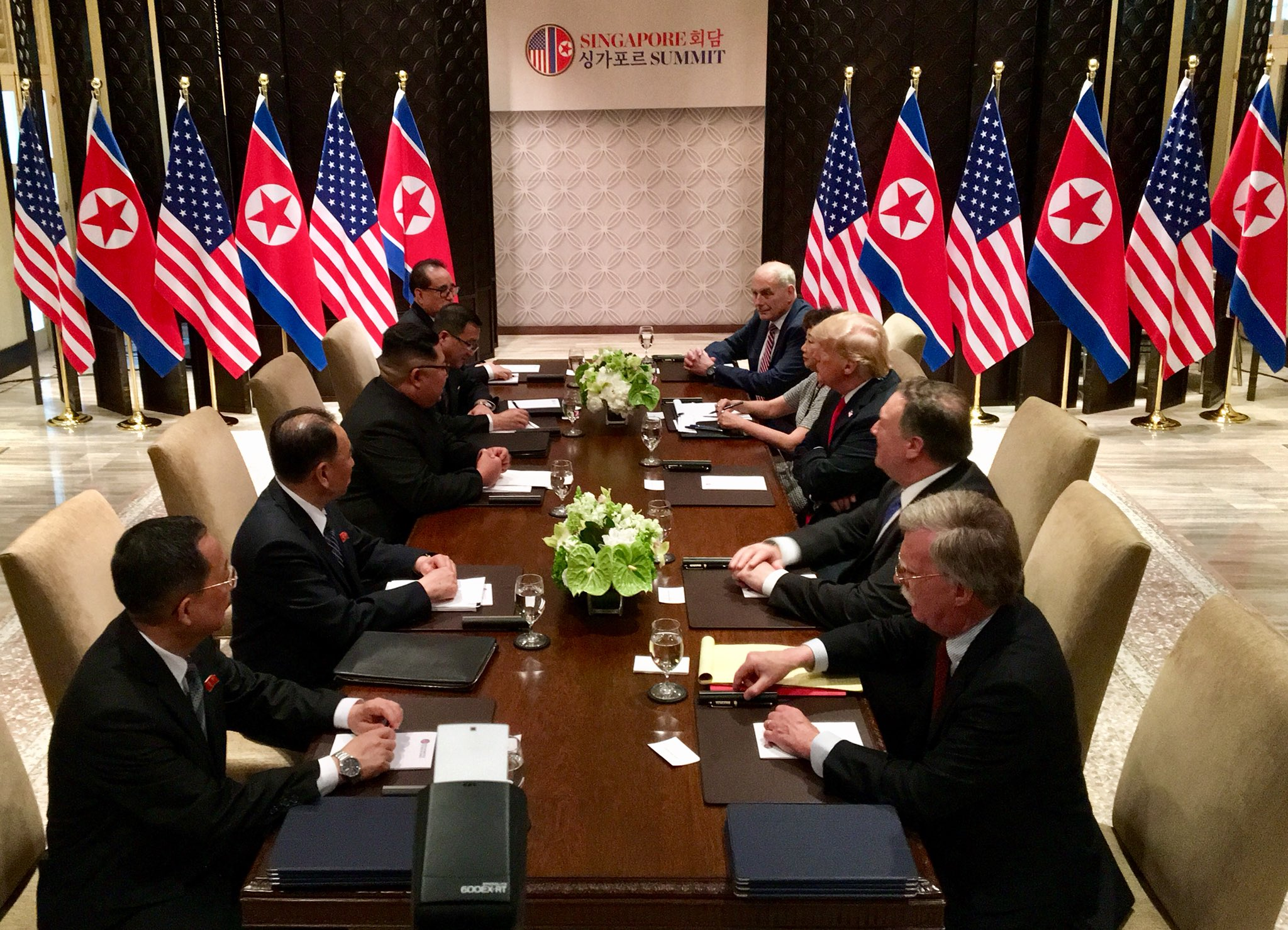
جلسه دوجانبه گسترش یافته بین کیم و ترامپ با حضور مشاوران ارشد دو طرف

نشست ۲۰۱۸ کره شمالی و ایالات متحده، صبح روز سه‌شنبه ۱۲ ژوئن ۲۰۱۸ با دیدار دو رئیس‌جمهور آمریکا و کره شمالی، دونالد ترامپ و کیم جونگ اون در هتل کپلا واقع در جزیره سنتوزای در سنگاپور برگزار شد. ابتدا رهبران دو کشور در مقابل دوربین خبرنگاران با هم دست دادند و سپس دونالد ترامپ و کیم جونگ اون گفتگوهایشان را به صورت دو نفره فقط با حضور دو مترجم پشت درهای بسته برگزار کردند و در پایان گفتگوها دو طرف سندی را امضا کردند. به دنبال آن مذاکرات با حضور مشاوران ارشد دو طرف ادامه یافت. مایک پومپئو، وزیر امور خارجه آمریکا، جان کلی، رئیس دفتر کاخ سفید و جان بولتون، مشاور امنیت ملی، رئیس‌جمهور آمریکا یعنی دونالد ترامپ را همراهی می‌کردند و «کیم یونگ چول»، یکی از نزدیک‌ترین دستیاران رهبر کره شمالی، «ی یونگ هو»، وزیر امور خارجه کره شمالی و «ری سو یونگ»، وزیر خارجه کره شمالی در سال‌های ۲۰۱۴ تا ۲۰۱۶ همراه کیم جونگ اون حضور داشتند.
سند امضا شده دارای چهار بند است که در آن ترامپ به ارائه ضمانت‌های امنیتی به رهبر کره شمالی و کیم نیز به خلع کامل سلاح اتمی متعهد شده‌اند.
دیدار ترامپ و رهبر کره شمالی نخستین دیدار سران دو کشور پس از پایان جنگ کره در سال ۱۹۵۳ است.

## تفاهم‌نامه
سند امضا شده توسط رئیس‌جمهور آمریکا و رهبر جمهوری دموکراتیک خلق کره در سنگاپور دارای چهار بند و به شرح زیر است:
- آمریکا و جمهوری دمکراتیک خلق کره، مطابق تمایل مردم دو کشور برای صلح و شکوفایی، به برقرار روابط جدید آمریکا-جمهوری دمکراتیک خلق کره متعهد می‌شوند.
- آمریکا و جمهوری دمکراتیک خلق کره مشترکاً تلاش می‌کنند تا یک سیستم بادوام و باثبات صلح در شبه‌جزیره کره برقرار کنند.
- در تأیید مجدد اعلامیه پانمونجوم در ۲۷ آوریل ۲۰۱۸, جمهوری دمکراتیک خلق کره متعهد به کار بسوی غیراتمی شدن کامل شبه‌جزیره کره می‌شود.
- آمریکا و جمهوری دمکراتیک خلق کره به بازیافت باقی‌مانده اجساد زندانیان یا مفقودین جنگی، منجمله بازگرداندن فوری آن‌هایی که تا بحال شناسایی شده‌اند، متعهد می‌گردند.[۹][۱۰]

## بعد از توافق
- روز شنبه ۱۶ ژوئن دونالد ترامپ، رئیس‌جمهوری ایالات متحدهٔ آمریکا، در یک سخنرانی رادیویی-اینترنتی گفت: «این اجلاس سران به منزلهٔ بریدن کامل از مواضع ناکام دولت‌های گذشته آمریکا است.» او همچنین در قسمتی دیگر از سخنانش گفت: «اجلاس تاریخی هفته گذشته‌اش با کیم جونگ اون، رهبر کره شمالی، نمایانگر سرآغازی جدید در روابط دو کشور و راهگشای آینده ای برای تمامی کره ای‌ها در شمال و جنوب است.»[۱۱]
- مایک پمپئو، وزیر خارجه آمریکا ۱۴ ژوئن ۲۰۱۸ با همتایان ژاپنی و کره جنوبی خود دیدار داشت و پس از دیدار و گفتگو با آن‌ها در سئول گفت: «سه کشور متعهد به غیراتمی ساختن کره شمالی هستند، جهان باید مطمئن باشد که آمریکا، کره جنوبی، و ژاپن به غیراتمی ساختن کامل، قابل تأیید و غیرقابل برگشت کره شمالی متعهد هستند.» او همچنین افزود: «خلاصی از تحریم‌ها تا زمان غیراتمی ساختن کامل، صورت نخواهد گرفت.»[۱۲]

### تمدید تحریم‌ها
در روز جمعه ۲۲ ژوئن ۲۰۱۸ و درحالی‌که تنها ده روز از نشست دونالد ترامپ و کیم جونگ اون گذشته بود، رئیس‌جمهور آمریکا با صدور یک فرمان اجرایی حالت فوق‌العاده ملی در خصوص کره شمالی و تحریم‌های اقتصادی علیه پیونگ یانگ را به مدت یک سال دیگر تمدید کرد.

## تاریخچه
- پس از پایان جنگ کره و امضای توافق ترک مخاصمه در ژوئیه ۱۹۵۳، شبه جزیره کره همچنان در وضعیت «نه جنگ نه صلح» قرار دارد و توافق صلح دائمی هنوز حاصل نشده‌است.
- در سال ۲۰۱۷، در پی افزایش آزمایش‌های موشکی و هسته ای کره شمالی، جنگ لفظی بین رهبران کره شمالی و آمریکا بالا گرفت. بطوریکه احتمال وقوع یک درگیری نظامی در شبه جزیره کره می‌رفت.
- ترامپ در اوت ۲۰۱۷، هشدار داده بود که اگر کره شمالی به تهدید ادامه دهد، با «آتش و خشم» آمریکا روبرو خواهد شد. وی گفت: «اگر پیونگ یانگ بی‌عقلی کند، گزینه نظامی آماده است.»
- کره شمالی تهدید کرد که در حال نهایی کردن طرح شلیک چهار موشک بالیستیک به جزیره گوآم، قلمرو آمریکا در اقیانوس آرام، است.
- در مارس ۲۰۱۸، رهبر کره شمالی در یک چرخش ناگهانی از رئیس‌جمهوری آمریکا برای دیدار مستقیم دعوت کرد و ترامپ نیز از آن استقبال کرد.[۱۴]
- کاخ سفید، خبر این نشست برنامه‌ریزی شده میان رئیس‌جمهور دونالد ترامپ و کیم جونگ-اون را در ۸ مارس ۲۰۱۸ تأیید کرد.[۱۵] دبیر مطبوعاتی کاخ سفید سارا هاکبی سندرز گفته‌است که «تا آن زمان تمامی فرمان‌ها و حداکثر فشار حفظ خواهد شد».[۱۶] کیم سخن گفتن در مورد مقدمات این نشست را در ۹ آوریل به دفتر سیاسی حزب کارگران کره واگذار کرد.[۱۷][۱۸]

## واکنش‌ها
- یوکیا آمانو، مدیرکل آژانس بین‌المللی انرژی اتمی، از نشست رئیس‌جمهور آمریکا و رهبر جمهوری دموکراتیک خلق کره در سنگاپور که شامل تعهد پیونگ‌یانگ برای حرکت به سوی غیرهسته‌ای شدن کامل شبه‌جزیره کره است، استقبال کرد.[۱۹]
- سرگئی لاوروف، وزیر امور خارجه روسیه، این نشست را گامی «سازنده» دانست.[۱۹] وی گفت عادی سازی روابط آمریکا و کره شمالی گامی در جهت حل مسائل شبه جزیره از جمله موضوع هسته‌ای است.
- شینزو آبه، نخست‌وزیر ژاپن، ضمن استقبال از گفتگوی دونالد ترامپ و کیم جونگ اون اظهار داشت که توکیو با آمریکا، کره جنوبی، چین و روسیه برای حل و فصل برنامه موشکی و اتمی کره شمالی از نزدیک همکاری خواهد کرد.[۱۹]
- جنگ شوآنگ، سخنگوی وزارت امور خارجه چین، اظهار داشت که در صورت تغییر رویه کره شمالی امکان تجدیدنظر، اصلاح و لغو تحریم‌های کره شمالی وجود دارد.[۱۹]
- فدریکا موگرینی، مسئول سیاست خارجی اتحادیه اروپا، نشست سنگاپور را «گامی مهم و ضروری» در بهبود روابط دو کره و غیرهسته‌ای شدن شبه‌جزیره کره دانست.[۱۹]
- آنتونیو گوترش، دبیرکل سازمان ملل متحد دیدار سران ایالات متحده و کره شمالی را «یک تحول مهم» در راستای برقراری صلح و «خلع سلاح کامل و قابل راستی آزمایی شبه جزیره کره» دانست.[۲۰]
- بوریس جانسون، وزیرخارجه بریتانیا، نشست سنگاپور را گامی مهم به سوی ثبات منطقه‌ای توصیف کرد.[۱۹]
- آنگلا مرکل، صدراعظم آلمان، در مورد مذاکرات کیم - ترامپ گفت: «نشانه‌های امید برای دستیابی به حل و فصل سلاح‌های هسته‌ای کره شمالی را می‌بیند.»[۲۱]
- مون جه-این، رئیس‌جمهور کره جنوبی، ابراز امیدواری کرد که هم ترامپ و هم کیم در اولین تصمیم خود تصمیم جسورانه گرفتند.[۲۲]
- بنیامین نتانیاهو نخست‌وزیر اسرائیل ضمن استقبال از موفقیت این دیدار و نشست سنگاپور، از رویکرد ترامپ در برابر «تلاش ایران برای دستیابی به تسلیحات هسته‌ای» تقدیر کرد.[۲۰]
- سخنگوی دولت وقت جمهوری اسلامی ایران اعلام کرد که نمی‌توان به دولت و رژیم آمریکا اعتماد کرد.[۲۰]